# Norman St John-Stevas
Norman Anthony Francis St John-Stevas, baron St John of Fawsley (ur. 18 maja 1929, zm. 2 marca 2012) – brytyjski prawnik i polityk, członek Partii Konserwatywnej, minister w pierwszym rządzie Margaret Thatcher.

## Życiorys
Wykształcenie odebrał w Ratcliffe College w Leicester. Następnie studiował prawo w Fitzwilliam College na Uniwersytecie w Cambridge. W 1950 został przewodniczącym Cambridge Union. Studiował również w Christ Church na Uniwersytecie Oksfordzkim, gdzie był przewodniczącym Oxford Union. Studiował również filozofię na Uniwersytecie Londyńskim i prawo na Uniwersytecie Yale. W 1952 rozpoczął praktykę adwokacką w Middle Temple.
W latach 1952–1953 był wykładowcą na Uniwersytecie Southampton. W latach 1953–1956 wykładał na King's College w Londynie. W latach 1953–1955 wykładał w prawo w Christ Church, a w latach 1955–1957 w Marton College w Oksfordzie. W 1959 rozpoczął pracę w Economist, gdzie pisał na tematy prawnicze i polityczne.
Pierwszą próbę dostania się do Izby Gmin podjął w 1951, ale do parlamentu wybrany został dopiero w 1964, jako reprezentant okręgu Chelmsford. W 1972 został podsekretarzem stanu w ministerstwie edukacji i nauki, a w 1973 ministrem sztuki w tymże resorcie. W latach 1975–1979 był mówcą opozycji ds. edukacji. W 1978 został przewodniczącym Izby Gmin w gabinecie cieni Margaret Thatcher. Po zwycięstwie konserwatystów w 1979 został członkiem gabinetu jako kanclerz Księstwa Lancaster i przewodniczący Izby Gmin. Został również ponownie ministrem sztuki.
St John-Stevas należał do grona tych polityków Partii Konserwatywnej, którzy sprzeciwiali się ekonomicznej polityce pani premier. Z tego powodu został zdymisjonowany na początku 1981. W 1987 zrezygnował z miejsca w Izbie Gmin. Otrzymał dożywotni tytuł parowski baron St John of Fawsley i zasiadł w Izbie Lordów. Był wieloletnim członkiem Bow Group oraz przewodniczącym Królewskiej Komisji Sztuk Pięknych w latach 1985–1989. Był też członkiem Królewskiego Towarzystwa Literackiego.

## Publikacje
- Before the Sunset Fades: An Autobiography, Harper Collins, 2007
- The Two cities, Farrar Straus & Giroux, 1984
- Pope John-Paul II: His Travels and Mission, Faber & Faber, Londyn, 1982
- Agonising Choice: Birth Control, Religion and Law, Eyre & Spottiswoode, Londyn, 1971
- Bagehot's Historical Essays, New York University Press, 1966
- Law and Morals, Hawthorn Books, Nowy Jork, 1964
- The Right to Life, Holt, Rinehart & Winston, 1963
- Life, Death And The Law, Indiana University Press, 1961
- Walter Bagehot A study of his life & thought together with a selection from his political writings, Indiana University Press, 1959